# Gorazd Perenič
Gorazd Perenič, slovenski pravnik, * 9. februar 1973, Kranj.
V času 8. vlade Republike Slovenije je bil državni sekretar na ministrstvu za javno upravo.